# Ellochotis caligata
Ellochotis caligata är en fjärilsart som beskrevs av Edward Meyrick 1913. Ellochotis caligata ingår i släktet Ellochotis och familjen äkta malar. Inga underarter finns listade i Catalogue of Life.